# Cyril Radcliffe
Cyril Radcliffe, 1. wicehrabia Radcliffe  (ur. 30 marca 1899 r., zm. 1 kwietnia 1977 r.) – brytyjski prawnik, najbardziej znany z wytyczenia granicy dzielącej brytyjskich Indii na Indie i Pakistan. Radcliffe nie znał miejscowej specyfiki, w chwili otrzymania zadania wytyczenia granicy przebywał w Indiach od dwóch miesięcy. Radcliffe otrzymał na wytyczenie granicy pięć tygodni, a jej przebieg upubliczniono już po ogłoszeniu niepodległości. Przed wyjazdem z Indii Radcliffe spalił wszystkie notatki sporządzone w czasie pracy nad przebiegiem granicy i nigdy nie wrócił do Indii lub Pakistanu. Na skutek podziału niektórych regionów, 12 mln mieszkańców zostało zmuszonych do opuszczenia swoich domów, a między 0,5 mln i 1 mln zginęło na skutek aktów przemocy wymierzonych w mniejszości.
Odznaczenia:
- Rycerz Wielkiego Krzyża Orderu Imperium Brytyjskiego[3]